# Онищук Захар Михайлович
Захар Михайлович Онищук (24 березня 1916, село Голубече — 1 серпня 1997) — радянський та український вчений-правознавець, спеціаліст в галузі кримінально-правових наук. Кандидат юридичних наук (1964), професор (1995). Декан вечірнього факультету (1979—1984), а з другої половини 1990-х років — професор кафедри кримінології та виправно-трудового права Національної юридичної академії України імені Ярослава Мудрого. Учасник німецько-радчнської війни.

## Життєпис
Захар Онищук народився 24 березня 1916 року  у селі Голубечі (нині — Тульчинський район Вінницької області). У 1933 році вступив до політехнікуму шляхів сполучення в Ростові-на-Дону. Потім, починаючи з 1937 року служив у Червоній армії. До 1940 року проходив строкову службу, а починаючи з 1941 року служив на посадах слідчого і заступника начальника слідчого відділу в контррозвідці . Брав участь у німецько-радянській війні, мав військове звання майор. 13 червня 1945 року був нагороджений орденом Вітчизняної війни II ступеня, а 25 липня 1949 року — медаллю «За бойові заслуги», також був удостоєний орденом Червоної Зірки і медалей «За перемогу над Німеччиною у Великої Вітчизняної війні 1941—1941», «За оборону Кавказу», «За бездоганну службу», «30 років Радянської Армії та Флоту» та «40 років Збройних Сил СРСР». Продовжував служити в контррозвідці до 1950 року.
Вищу освіту здобув у Харківському юридичному інституті  та Харківській філії Всесоюзного заочного юридичного інституту  , який закінчив у 1949 році . Після закінчення ЗВО та залишення контррозвідки, зайнявся науково-педагогічною роботою, протягом десяти років, починаючи з 1950 року працював викладачем і старшим викладачем, а потім, і начальником циклу юридичних дисциплін у школі КДБ .
У травні 1960 року вступив до Харківського юридичного інституту на аспірантуру . Починаючи з 1962 року працював на посаді асистента на об'єднаній кафедрі кримінального права та кримінального процесу цього ж вузу , потім був підвищений до викладача. 26 червня 1964 року  Захар Онищук у Харківському юридичному інституті під науковим керівництвом професора Абрама Ривліна  успішно захистив дисертацію на здобуття наукового ступеня кандидата юридичних наук на тему «Слідчий у радянському кримінальному процесі». Його офіційними опонентами на захисті дисертації були професор Віктор Колмаков та доцент Ігор Тиричев . Відповідний вчений ступінь був присвоєний йому в тому ж році .
В 1966 році обійняв посаду доцента на кафедрі кримінального процесу, а також отримав однойменне вчене звання. У тому ж році, після створення у Харківському юридичному інституті кафедри кримінології та виправно-трудового права, Оніщук разом із чотирма іншими викладачами вишу став одним із перших її викладачів. До переходу на кафедру кримінології та виправно-трудового права Захар Онищук досліджував проблематику кримінально-процесуального права, а потім почав досліджувати правову статистику. Розробляючи дані наукові напрями, Онищук опублікував близько 50 (за іншими даними рівно 50 ) наукових праць .
Деякий час поєднував науково-педагогічну роботу з адміністративною. Працював заступником декана денного відділення Харківського юридичного інституту, а потім , з 1979 по 1984 роки очолював вечірній факультет ЗВО . У лютому 1995 (за іншими даними в 1996 році ) він обійняв посаду професора кафедри кримінології та виправно-трудового права Національної юридичної академії України імені Ярослава Мудрого (до 1990 року — ХЮІ), а в квітні того ж року йому було присвоєно вчене звання професора.